# Frei António Rosado
Frei António Rosado, (Mértola, c. 1575 — 1640) foi um padre e escritor português. Estudou em Coimbra, formando-se em Cânones, acabou por professar na Ordem dos Pregadores. Como obras literárias escreveu seis tratados de sermões sobre o Santo Rosário. Com o seu grande apostolado conseguiu espalhar pela Diocese de Beja a mesma devoção do Rosário.